# Озера Азербайджану

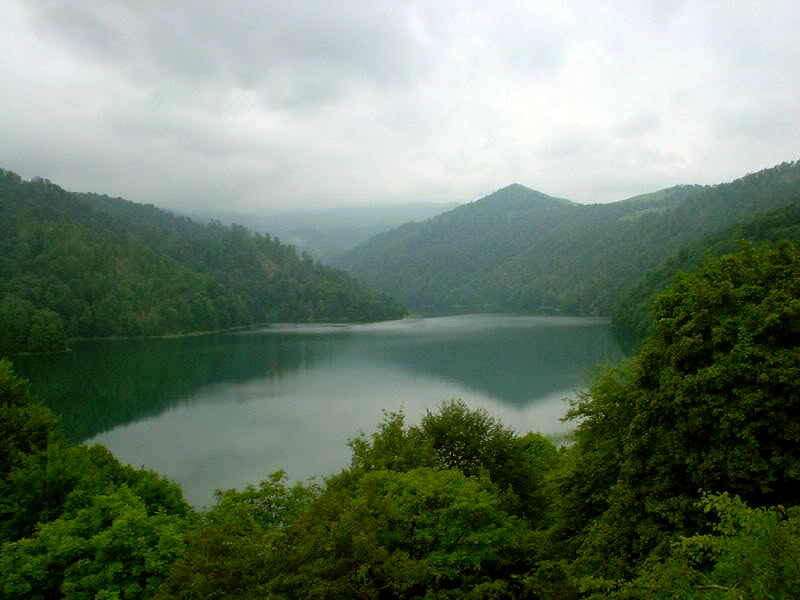
Озеро Гьойгьоль.

На території Азербайджану розташовано до 450 озер сумарною площею більше 395 тис. км² (без урахування Каспійського моря-озера). Більшість цих озер — малі, за своїм об'ємом (лише 10 мають площу понад 10 km² і 25 із площею, що понад 1 km²). Походження цих водних гладин різноманітне: тектонічні, зсувні, реліктові, озерно-річкові, морські-лагунні. В гірських районах частина озер має тектонічне або льодовикове походження, а інколи — замулисте.

## Загальні відомості
Азербайджан знаходиться поруч із Каспійським морем, яке є найбільшим озером материка Євразія. Самі ж жителі країни найбільшими озерами країни вважають: Сарісу. Решту озер малі та мілководні, тому їх господарське використання обмежене та регламентується державними органами. 
Науковці країни вирізняють 7 типів озер відповідно до їх походження:
- Льодовикового — Шахдагські[2], Базардузу, Муровдаг [b];
- Заплавні — Сарису, Гаджігабульскі озера, Мехман, Aggol [c];
- Тектонічні —  Гейгелем, Aggol, Гьойгьоль [d];
- Лагунні — Гумусован, Акзібіркала [e];
- Карстові — Гобустан, Гакінохурда, Джейранчельське;
- Озерно-річкові — Атачай, Сумгаїтчай, Гірдиманчай [f];
- Реліктові —  Масазире, Боюкшорське, Кердахані [g];
- Рукотворні — озера й ставки та водосховища [h].

В господарстві республіки майже всі озера використовуються для побутових потреб населення — водозабезпечення мешканців навколишніх поселень. Лише окремі з них мають ще кілька застосувань:
- більшість гірських озер використовують і для вдоволення спраги худоби та свійської птиці;
- Гаджігабул, Сарису, Аггель - для рибальства і частково зрошення;
- соляні озера Абшерона - для отримання хімічних речовин, а також застосовується грязей в лікувальних цілях;
- озера в верхніх стоках річок — стали штучними водосховищами й влітку забезпечують річки додатковою водою[3].

## Список озер (понад 10 км³)
Більшість природних озер країни є мілководними та невеличкими, лише з десяток цих водойм мають площу водної гладі понад 1 км² та об'ємом понад 10 км³:
| №   | Назва                           | Площа, км² | Об'єм, км³ |
| --- | ------------------------------- | ---------- | ---------- |
| 1.  | Сарісу (Sarısu)                 | 65,7       | 59,1       |
| 2.  | Аґгьоль (Ağ göl)                | 56,2       | 44,7       |
| 3.  | Великий Шор (Böyük Şor gölü)    | 16,2       | 27,5       |
| 4.  | Агзибірчала (Ağzıbirçala)       | 13,8       | 10,0       |
| 5.  | Джандаргьоль (Candargöl)        | 10,6       | 51,0       |
| 6.  | Гаджикабул (Hacıqabul gölü)'    | 8,4        | 12,1       |
| 7.  | Великий Алагьоль (Böyük Alagöl) | 5,1        | 24,3       |
| 8.  | Ашиг-Гара (Aşıq-Qara)           | 1,76       | 10,2       |
| 9.  | Гьойгьоль (Göygöl)              | 0,79       | 24,0       |
| 10. | Карачук (Qaraçuq)               | 0,45       | 2,53       |